# Сагідулла Набіуллін
Сагіду́лла Набіу́ллін (*9 жовтня 1945, місто Іжевськ) — радянський спортсмен, автогонщик. Майстер спорту СРСР (1967).
З 1962 року працював водієм-випробувачем на заводі «Іжмаш». У вільний час займався автоперегонами, перемагав на численних регіональних змаганнях, за що отримав звання Майстра спорту. Тричі ставав чемпіоном СРСР по кільцевим перегонам (1968, 1969, 1970). В 1975 році став чемпіоном 6-ї Спартакіади народів СРСР. По закінченню спортивної кар'єри закінчив 1985 року Московський технікум технічного обслуговування та ремонту автомобілів.